# Daberbach (Isel, Ainet)
Der Daberbach ist ein Bach in der Gemeinde Ainet (Bezirk Lienz). Der Daberbach entspringt in der Schobergruppe und mündet bei Ainet in die Isel.

## Namensherkunft
Der Daberbach wird in Urkunden oft als Täberbach oder Taberbach angeführt. Auf Grund der Speisung durch den Alkuser See wird der Bach im Oberlauf auch als Seebach bezeichnet, eine Urkunde aus dem Jahr 1774 bezeichnet den Daberbach auch als Alkuser Bach. Beim Wort Daber handelt es sich um ein slawisches Reliktwort mit der Bedeutung Klamm oder Schlucht, das in den südbairischen Mundarten Osttirols verbreitet ist.

## Verlauf
Der Daberbach entspringt in der Schobergruppe zwischen den Gipfeln des Barrenegg, der Großen Mirnitzspitze, der Alkuser Rotspitze und der Kleinen Rotspitze. Er fließt nach Süden und nimmt bald linksseitig den Abfluss des Alkuser Sees auf. Im Oberlauf wird der Bach zudem rechtsseitig von der Kalten Quelle und linksseitig vom Gutenbrunn gespeist. Nach dem Oberlauf tritt der Daberbach unterhalb der Waldgrenze in eine steile Waldschlucht ein, in der er östlich von Kunigalm, Raggeralm und Riedelalm nach Süden stürzt. Kurz vor dem Eintritt ins Iseltal biegt der Daberbach nach Ostsüdosten ab und fließt in der Folge durch Ainet. Nach der Unterquerung der Felbertauern Straße mündet der Daberbach in einen kleinen See, der direkt in die Isel abfließt.